# Jacob Decar
   Jacob Thomas Decar Zuñiga (* 31. März 2001 in Buin) ist ein chilenischer Radsportler, der bei Rennen auf Bahn und Straße startet.

## Sportlicher Werdegang
Jacob Decar kam im Alter von 13 Jahren zum Radsport, nachdem ihm seine Eltern ein Mountainbike geschenkt hatte, um ihn von der PlayStation wegzulocken. In den folgenden Jahren unterstützten sie aktiv seinen sportlichen Werdegang: So veranstalteten sie Tombolas oder verkauften Essen, um das Reisen und das Equipment zu finanzieren.
2019 belegte Decar bei den Junioren-Bahnweltmeisterschaften in Frankfurt (Oder) Platz drei im Scratch. Im selben Jahr errang er bei den panamerikanischen Bahnweltmeisterschaften im Omnium den Titel bei den Junioren. 2022 und 2023 wurde er chilenischer Meister im Omnium und errang Medaillen bei den Südamerikaspiele und den Juegos Bolivarianos. 2023 und 2024 gewann er bei den panamerikanischen Bahnmeisterschaften die Bronzemedaille im Ausscheidungsfahren.

## Erfolge
2019
- Junioren-Weltmeisterschaft – Scratch
- Panamerika-Meisterschaften der Junioren – Omnium

2022
- Südamerikaspiele – Omnium, Mannschaftsverfolgung (mit Cristian Arriagada, Felipe Pizarro, Matias Arriagada und Pablo Seisdedos)
- Juegos Bolivarianos – Mannschaftsverfolgung (mit Matias Arriagada, Cristian Arriagada, Antonio Cabrera und Alejandro Soto)
- Chilenischer Meister – Omnium

2023
- Panamerikameisterschaft – Ausscheidungsfahren
- Chilenischer Meister – Omnium

2024
- Panamerikameisterschaft – Ausscheidungsfahren